# Sant Cebrià de Flaçà

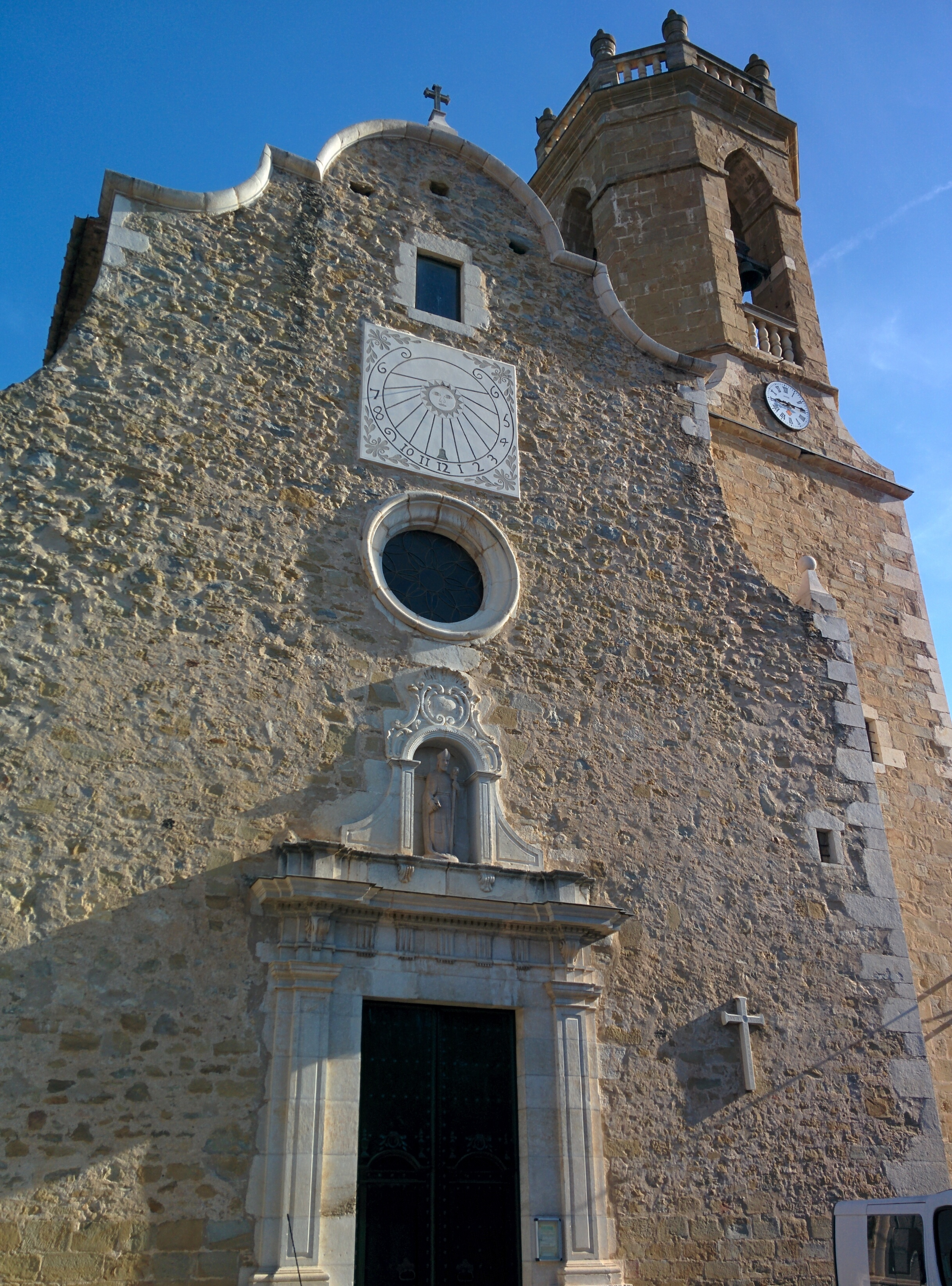

Sant Cebrià és l'església parroquial de Flaçà (l'Empordà) parròquia a la que també hi ha adscrites les ermites de Sant Fermí
i de la Mare de Déu de l'Esperança. La fàbrica de Sant Cebrià finalitzà el 1824 substituint un temple anterior d'estil romànic del qual amb prou feines en conserva vestigis el temple actual. A l'altar major hi ha un retaule de Sant Cebrià del 1856.

## Arquitectura
És un edifici religiós d'una sola nau amb capelles laterals a ambdues bandes. La cobertura és feta amb una volta apuntada amb llunetes laterals, en les quals hi ha finestres, algunes d'elles pintades sobre la paret, imitant vitralls. Una gran cornisa que recorre tot l'interior de la nau serveix de remat als murs. La façana principal és d'inspiració barroca, amb una portalada de carreus de pedra amb pilastres i capitells rematada amb una fornícula amb la imatge del patró Sant Cebrià i una detalls ornamentals d'estil rococó amb data de 1824, que sembla l'any d'acabament de l'església.
Es conserven restes de l'antiga església romànica del s. XII, en concret hi ha fragments de la façana principal amb la portalada d'accés i un finestral tapiats, també hi ha part de l'absis semicircular a llevant.
El portal d'entrada a l'antiga església romànica està format per dovelles de pedra i arcs de mig punt en gradació i assentat sobre una línia d'imposta. Es conserva també part de la paret feta amb carreus de pedra i una finestra sobre la porta, en forma d'arc de mig punt, de la mateixa època. Tant el portal com la finestra estan tapiats.

## Història
Existeix a l'arxiu del Capítol de la Catedral de Girona un document de 1209 en què se cita l'església de Flaçà en llatí: Floçiano. És un escrit al bisbe de Girona, Arnau de Creixell, en el qual Arnald III de Llers li restituïa unes esglésies, entre elles la de Flaçà. Fins a l'any 1922 es conservà l'antic cementiri al costat del temple. L'any 1936 es destruïren les campanes i després de la guerra s'hi col·locaren les de la capella de Sant Fermí (1841) i la de Farreres (1790).
La nova església es va començar el 15 de novembre de 1784 segons ens ho indica un llevador d'obra que es conserva. Era rector mossèn Narcís Conchs que ho fou fins al 1812. En ell també s'hi detalla el nom dels treballadors, els jornals i els preus dels materials. El nou temple s'inicia per la part de l'absis, orientada a nord, assimilat part de l'antiga església romànica orientada a llevant.